# Carèlia finlandesa

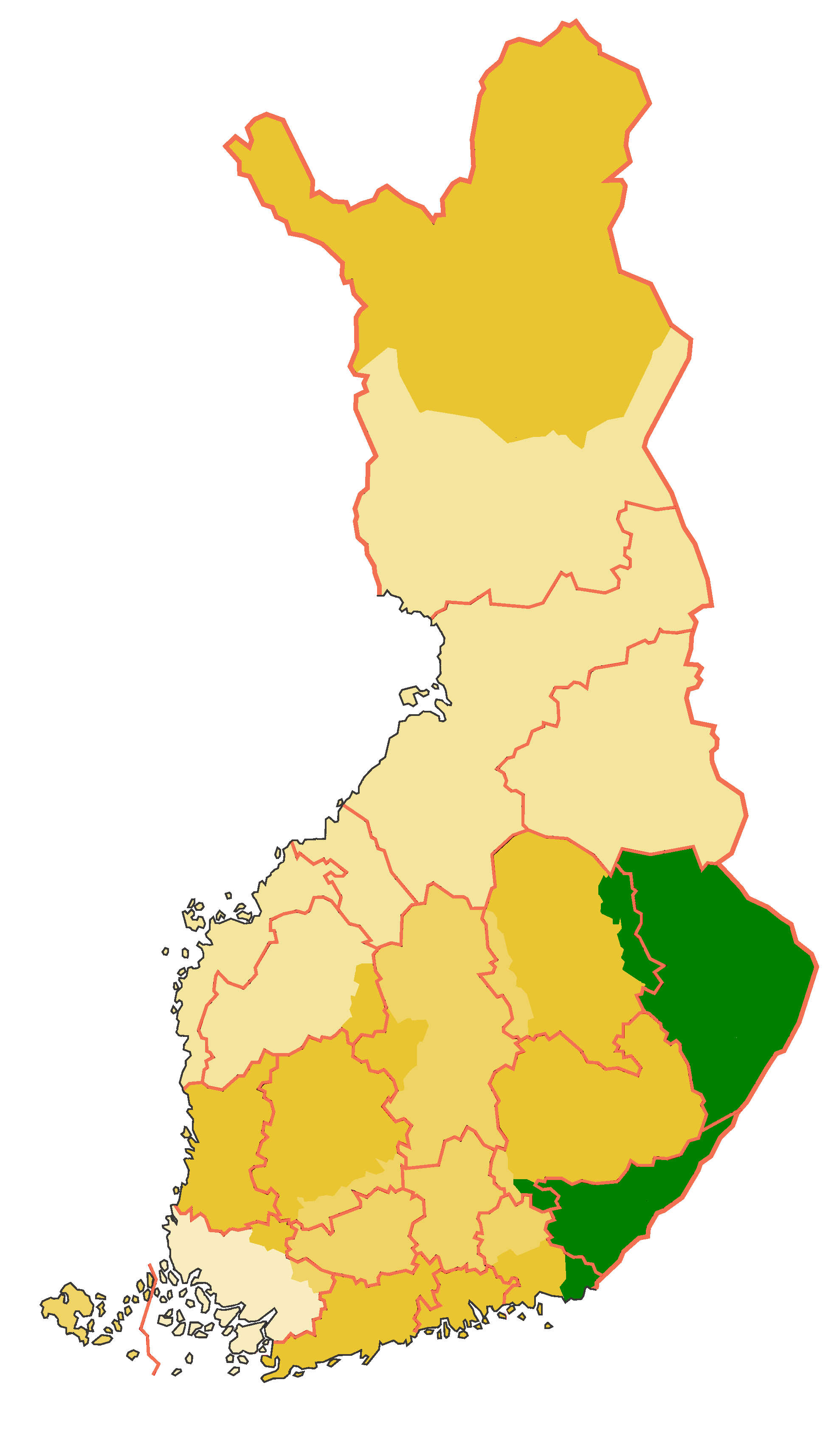
Part de Carèlia que formava part de Finlàndia

Carèlia finlandesa (o també Carèlia sueca) és una província històrica de Finlàndia. Fa referència a la part occidental de Carèlia que des del segle xii ha format part del món occidental, mentre que la Carèlia oriental (actualment república de Carèlia) ha estat sota domini primer de la república de Nóvgorod, després de l'Imperi Rus i finalment de la Unió Soviètica.
El seu nom és Karjala en fines i Karel en suec. La Carèlia Finlandesa limita amb Uusimaa, Savonia i Ostrobòtnia, així com amb l'actual República de Carèlia i el Golf de Finlàndia.

## Províncies
Part de la província històrica de Carèlia es divideix entre la províncies de Finlàndia Oriental i de Finlàndia del Sud. Dins de les províncies també hi ha les Regions de Carèlia Septentrional i Carèlia Meridional i també petites parts de Kymenlaakso i Savònia del Nord.

## Història
Durant el segle xiii Carèlia encara no estava dividida i es disputava entre la República de Nóvgorod i el Regne de Suècia. Els carelians apareixen com a aliats de Nóvgorod ja a les cròniques russes de mitjans del segle xii. La "Tercera Croada sueca", dirigit pel mariscal Torgils Knutsson, que va tenir lloc entre 1293 i 1295, va donar lloc al domini suec en la part occidental de Carèlia i a la construcció del Castell de Viipuri (actual Víborg a Rússia).
Les hostilitats van continuar el 1300 quan una força sueca va atacar la desembocadura del riu Neva i va construir una fortalesa prop de la ubicació actual de Sant Petersburg. La fortalesa va ser destruïda l'any següent per Novgorod. Després dels combats de 1321 i 1322 es van fer negociacions i es va signar el Tractat de Nöteborg que per primera vegada va decidir la frontera entre el Regne de Suècia i la República de Nóvgorod. Suècia va obtenir Carèlia Occidental amb l'Istme de Carèlia i Novgorod obtingué Íngria, les ribes del llac Ladoga i Carèlia Oriental.
El 1635 Savonia i les parts de Carèlia al voltant de Víborg es van incorporar al comtat de Viborg i Nyslott. Després que el Tractat de Nystad de 1721 Víborg i Kexholm van ser cedits a l'Imperi Rus, i la resta es va incorporar al Kymmenegårds i el Comtat de Nyslott. La major part d'aquest també va ser cedida a Rússia pel Tractat d'Åbo de 1743. Després de la conquesta el 1808 de la resta de Finlàndia, el 1812 es va unir la Carèlia russa al Gran Ducat de Finlàndia com un gest de bona voluntat (vegeu província de Viipuri).
Una gran part de la Carèlia finlandesa va ser cedida per Finlàndia a la Unió Soviètica el 1940 després de la Guerra d'Hivern, quan es va establir la nova frontera a prop de la de 1721. Durant la Guerra de Continuació de 1941-1944, la major part d'aquesta l'àrea cedida fou reocupada per les tropes finlandeses. Després de la guerra, les restes de la Província de Viipuri es van incorporar a la província de Kymi. El 1997 la província es va constituir com província de Finlàndia del Sud.
Carèlia Occidental, com a província històrica de Suècia, va ser diferent religiosament i política de la part oriental que estava sota l'Església Ortodoxa Russa. Durant la dècada del 1990 va ressorgir a Finlàndia el debat silenciat durant anys de la qüestió de Carèlia en la política finlandesa.

## Habitants
Els habitants de la Carèlia històrica eren coneguts com a carelians, el mateix nom amb què són coneguts els habitants de Carèlia Oriental, els carelians, grup ètnic diferent però estretament relacionat amb els finesos. El carelis finlandesos inclouen avui dia els actuals habitants de Carèlia Septentrional i Carèlia Meridional, així com els supervivents dels evacuats dels territoris cedits a l'URSS. L'actual Carèlia Finlandesa té 315.000 habitants. Els més de 400.000 evacuats dels territoris cedits van ser establerts a diferents parts de Finlàndia (El desplaçament de carelians finlandesos el 1940-1944 com a resultat de la Guerra d'Hivern i la Guerra de Continuació, segons les estadístiques oficials finlandeses, fou d'un total de 415.000 d'evacuats dels territoris cedits a la Unió Soviètica, mentre que 5.000 carelians finlandesos es va mantenir al territori controlat per la Unió Soviètica.)
Els carelians finlandesos es consideren un subgrup cultural dels finlandesos ètnics. Parlen dialectes orientals o suborientals del finès. Els carelians finlandesos inclouen també gent amb arrels carelianes però que han estat assimilades lingüísticament i ètnicament després de la Segona Guerra Mundial. No obstant això, la religió ortodoxa encara es manté entre molts finlandesos d'origen carelià, sobretot a Carèlia Septentrional; la majoria dels carelians finlandesos han estat històricament luterans.

## Cultura
La cultura tradicional de "Làdoga-Karelia" o Carèlia finlandesa segons les fronteres anteriors a la Guerra d'Hivern era generalment similar a la de la Carèlia Oriental. Els carelians vivien, sobretot abans de l'estalinisme i la Gran Purga, també en àmplies zones a l'est de Finlàndia (a l'est de Carèlia), on el folklore, l'idioma i l'arquitectura en el segle xix va ser centre d'interès dels intel·lectuals finlandesos (carelianisme) perquè segons ells representava la cultura finesa "pura", que a Finlàndia Meridional i Occidental s'havia contaminat amb la cultura dels grups germànics i escandinaus. En foren expressions el Kalevala i el modernisme finlandès.
El dialecte parlat a la regió finlandesa de Carèlia Meridional forma part del grup sud-oriental dels dialectes finesos. El dialecte parlat a l'istme de Carèlia abans de la Segona Guerra Mundial i la llengua dels ingrians forma part també d'aquest grup de dialectes. El carelià, parlat a Carèlia oriental, està estretament relacionat amb el finès. El dialecte que es parla a Carèlia Septentrional es considera com un dels dialectes savonians.

## Carelians famosos
- Martti Ahtisaari
- Riitta Uosukainen
- Johannes Virolainen
- Veijo Meri
- Masa Niemi
- Esa Pakarinen
- Tuomas Holopainen
- Tarja Turunen
- Jouni Hynynen